# Theodor Berck
Theodor Berck (* 14. September 1784 in Bremen; † 17. Februar 1850 in Bremen) war ein Jurist und Bremer Senator.

## Biografie
Berck war der Sohn des Kaufmanns und Senators  Hermann Berck (1740–1816) und seiner Frau Margarethe, geb. Schacht (um 1756–1809).
 
Er war verheiratet mit Sophie Marianne Bremer (* 1788); beide hatten fünf Kinder.
Er besuchte ab 1787 die privaten Schulen der Madame Mohr und danach des Herrn Hünerkoch. Von 1799 bis 1803 war er an der Domschule Bremen und bis 1805 am Paedagogeum und Gymnasium illustre.

Er studierte ab 1805 Rechtswissenschaften an der Universität Göttingen und ab 1806 an der Universität Heidelberg. Zusätzlich studierte ab 1806 mittelalterliche Geschichte. In Göttingen promovierte er 1808 zum Dr. jur. 

Danach führte ihn 1808 eine Bildungsreise  durch Belgien und Frankreich. 1809 ergänzte er sein juristisches Studium in Göttingen.
Er war seit 1809 als Advokat und Notar in Bremen tätig. er verfasste und übersetzte zudem juristische Studien. Um 1811 bis 1813 war er in der Bremer Franzosenzeit im Bürgerkonvent aktiv. Er beendete seine Notartätigkeit um 1813. Von 1818 bis 1821 war er Staatsanwalt.
  
Von 1821 bis 1849 war er im Bereich der Justiz Senator als Nachfolger von Johann Smidt. Ab 1826 war er auch für das Gefängniswesen zuständig. 
Die Berckstraße in Bremen - Horn-Lehe wurde 1794 nach seinem Vater benannt. 